# Cai-Cassa (Gugleur)
Cai-Cassa (Caicasa, Kaikasa) ist eine osttimoresische Aldeia im Suco Gugleur (Verwaltungsamt Maubara, Gemeinde Liquiçá). 2015 lebten in der Aldeia 489 Menschen.

## Geographie
Cai-Cassa liegt im Norden des Sucos Gugleur ein. Südlich befindet sich die Aldeia Lautecas, südwestlich die Aldeia Palistla, nordwestlich die Aldeia Dair, nördlich die Aldeia Puquelete und östlich die Aldeia Raenaba. Im Zentrum von Cai-Cassa befindet sich der Foho Lebulisa (565 m), auf dessen Höhenzug das Dorf Cai-Cassa liegt. Hier befinden sich der Sitz des Sucos Gugleur, eine Grundschule, ein Hospital und die Kapelle Cristo Liurai Cai-Cassa (deutsch Christus König). Östlich des Berges fließt der Tikidur, ein Quellfluss des Marae und westlich der Paroho, ein Nebenfluss des Baulu.

## Politik
2023 wurde Domingos Serrão zum Chefe de Aldeia gewählt.